# Emerita karachiensis
Emerita karachiensis is een tienpotigensoort uit de familie van de Hippidae. De wetenschappelijke naam van de soort is voor het eerst geldig gepubliceerd in 1974 door Niazi & Haque.